# گوادا
گوادا (به لاتین: Ghvada) یک روستا در گرجستان است که در ناحیه اوچامچیرا واقع شده‌است. گوادا ۶۷۷ نفر جمعیت دارد.